# コシジシモツケソウ
コシジシモツケソウ（越路下野草、学名：Filipendula auriculata ）はバラ科シモツケソウ属の多年草。

## 分布と生育環境
本州の日本海側（富山県、長野県北部、新潟県、福島県西部、山形県）に分布し、山地から深山の沢沿いや、やや湿った場所、林縁に自生する。

## 特徴
高さは30cmから100cmくらい。葉に長い葉柄があり、茎に互生し、頂小葉は掌状に5から7裂する。茎の上部につく葉柄にある側小葉は目立たないが、下部につく葉柄にある側小葉は1対から3対が目立つ。葉柄の付け根にある托葉は茎を耳状に抱く。花期は6月から8月で、ピンク色の小さな5弁花を散房状につける。

## 近縁種
キョウガノコは古くからの園芸種。シモツケソウは本州の関東地方以西、四国、九州に分布。アカバナシモツケソウはシモツケソウの高山型変種で本州の中部地方、関東地方に分布。エゾノシモツケソウは北海道に分布する。花、葉ともよく似るが、それぞれ分布域と生育環境が異なる。花の色が白色で大型のオニシモツケは北海道、本州の中部以北に分布する。
- キョウガノコ（京鹿の子）　Filipendula purpurea
- シモツケソウ（下野草）　Filipendula multijuga
- アカバナシモツケソウ（赤花下野草）　Filipendula multijuga var. ciliata
- エゾノシモツケソウ（蝦夷下野草）　Filipendula glaberrima
- オニシモツケ（鬼下野）　Filipendula camtschatica